# Betty Holberton
Frances Elizabeth „Betty” Holberton (ur. 7 marca 1917 w Filadelfii, USA, zm. 8 grudnia 2001 w Rockville) – amerykańska matematyczka, jedna z sześciu programistek komputera ENIAC.

## Życiorys

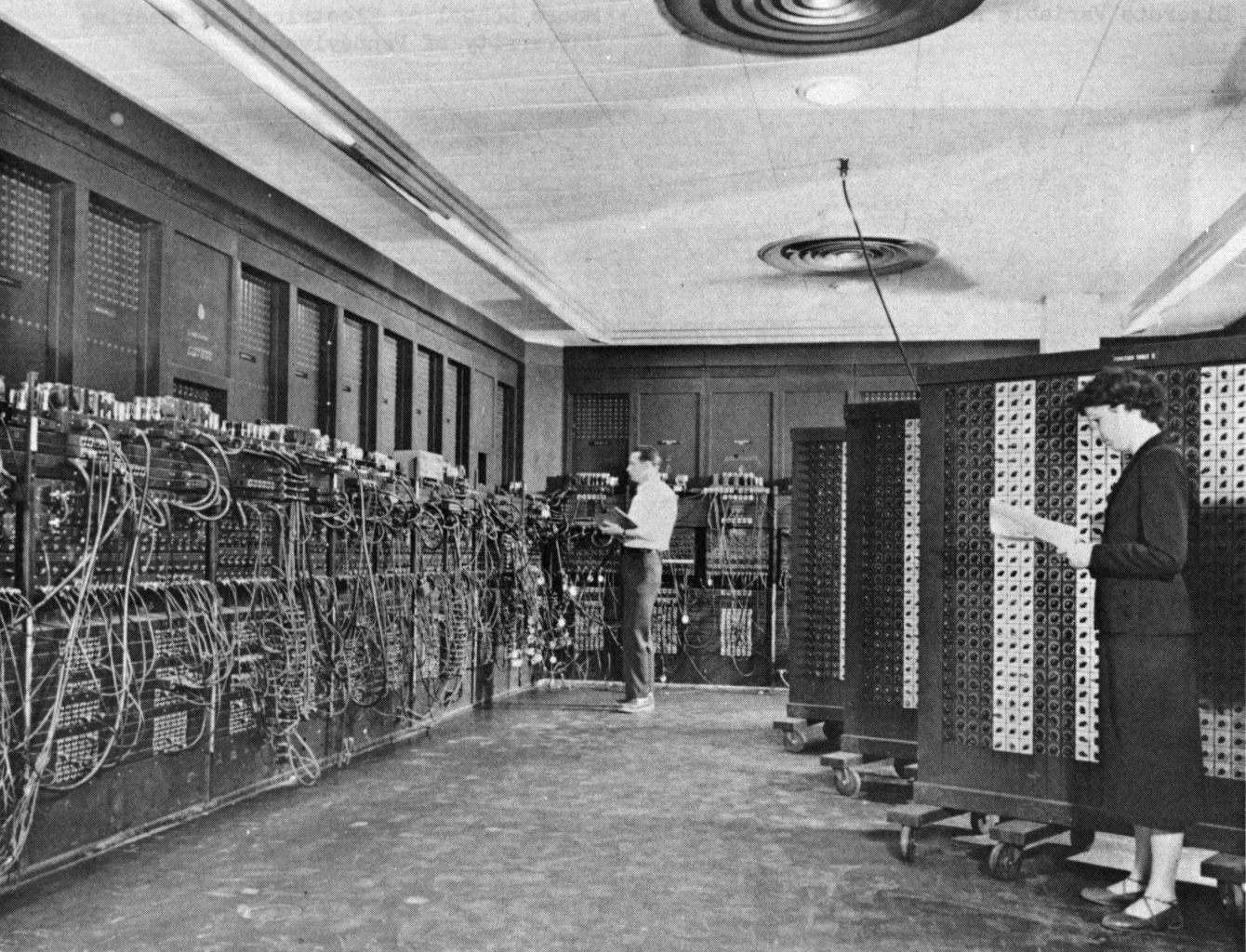
Glen Beck (w głębi) and Betty Snyder programują komputer ENIAC

Urodziła się jako Frances Elizabeth Snyder w Filadelfii. W latach 40. XX wieku studiowała najpierw matematykę, a później dziennikarstwo na University of Pennsylvania. W 1942 została zatrudniona w Moore School of Electrical Engineering na University of Pennsylvania do wykonywania obliczeń trajektorii balistycznych na potrzeby tablic strzelniczych dla artylerii. W 1945 została wybrana przez Armię, by zostać jedną z programistek komputera ENIAC, który miał zastąpić ręczne obliczenia. Oprócz niej zespół tworzyło pięć innych kobiet: Kathleen McNulty, Betty Jennings, Marlyn Wescoff, Frances Bilas i Ruth Lichterman. O ile mężczyźni, którzy budowali ENIACa, stali się bardzo znani, o programistkach szybko zapomniano.
Po II wojnie światowej pracowała w Remington Rand, a następnie w Narodowym Instytucie Standaryzacji i Technologii, gdzie pracowała nad standardem języka FORTRAN. Była szefem działu programowania laboratorium David Taylor Model Basin. Pracowała również w Eckert-Mauchly Computer Corporation nad komputerami BINAC i UNIVAC. Napisała pierwszy pakiet do analizy statystycznej wykorzystany przy Spisie powszechnym w USA w 1950.
Zmarła 8 grudnia 2001 w Rockville w stanie Maryland z powodu choroby serca

## Nagrody i wyróżnienia
W 1997 roku została, wraz z innymi pierwszymi programistami ENIAC-a, uhonorowana w Hali Sław Women in Technology International. W 2010 ich praca została upamiętniona w filmie dokumentalnym Top Secret Rosies: The Female 'Computers' of WWII w reżyserii LeAnn Erickson.
W 1997 otrzymała nagrodę Ady Lovelace przyznawaną przez Association of Women in Computing jak również IEEE Computer Pioneer Award